# 遠距離恋愛 彼女の決断
『遠距離恋愛 彼女の決断』（原題: Going the Distance）は、2010年公開のアメリカ映画。主演はドリュー・バリモアが務めている。全米第2位初登場を記録するヒットとなった。

## ストーリー
ニューヨークで働くギャレットと新聞社のインターンに来ていたエリンが意気投合して一夜を共にし、付き合うようになる。当初は軽い関係だったが、やがてお互い真剣な気持ちとなってゆく。しかし6週間後、エリンがサンフランシスコに戻ることになり、遠距離恋愛がスタートする。

## キャスト
役名： 俳優（ソフト版日本語吹き替え）
- エリン： ドリュー・バリモア（石塚理恵）
- ギャレット： ジャスティン・ロング（川中子雅人）
- ダン： チャーリー・デイ（桜井敏治）
- ボックス： ジェイソン・サダイキス（山野井仁）
- コリーン： クリスティナ・アップルゲイト（沢海陽子）
- フィル： ジム・ガフィガン
- ウィル： ロン・リヴィングストン（藤真秀）
- デイモン： オリヴァー・ジャクソン＝コーエン（高橋英則）
- ブランディ： ナタリー・モラレス
- ブライアンナ： ケリ・ガーナー
- カレン： ジューン・ダイアン・ラファエル（小橋知子）
- ロン： ロブ・リグル（藤真秀）
- ハーパー： サラ・バーンズ
- 教授： テリー・ビーヴァー（廣田行生）
- ヒュー部長：マット・セルヴィット（廣田行生）
- エイミー：レイトン・ミースター
- サラ（慶長佑香）

### 日本語版スタッフ
- 字幕、吹替翻訳：野口尊子

## 評価
公開初週末3日間で約690万ドルを稼ぎ、『ラスト・ターゲット』、『マチェーテ』、『テイカーズ』、『ラスト・エクソシズム』に次いで初登場5位となった。